# Alexandru Dobra

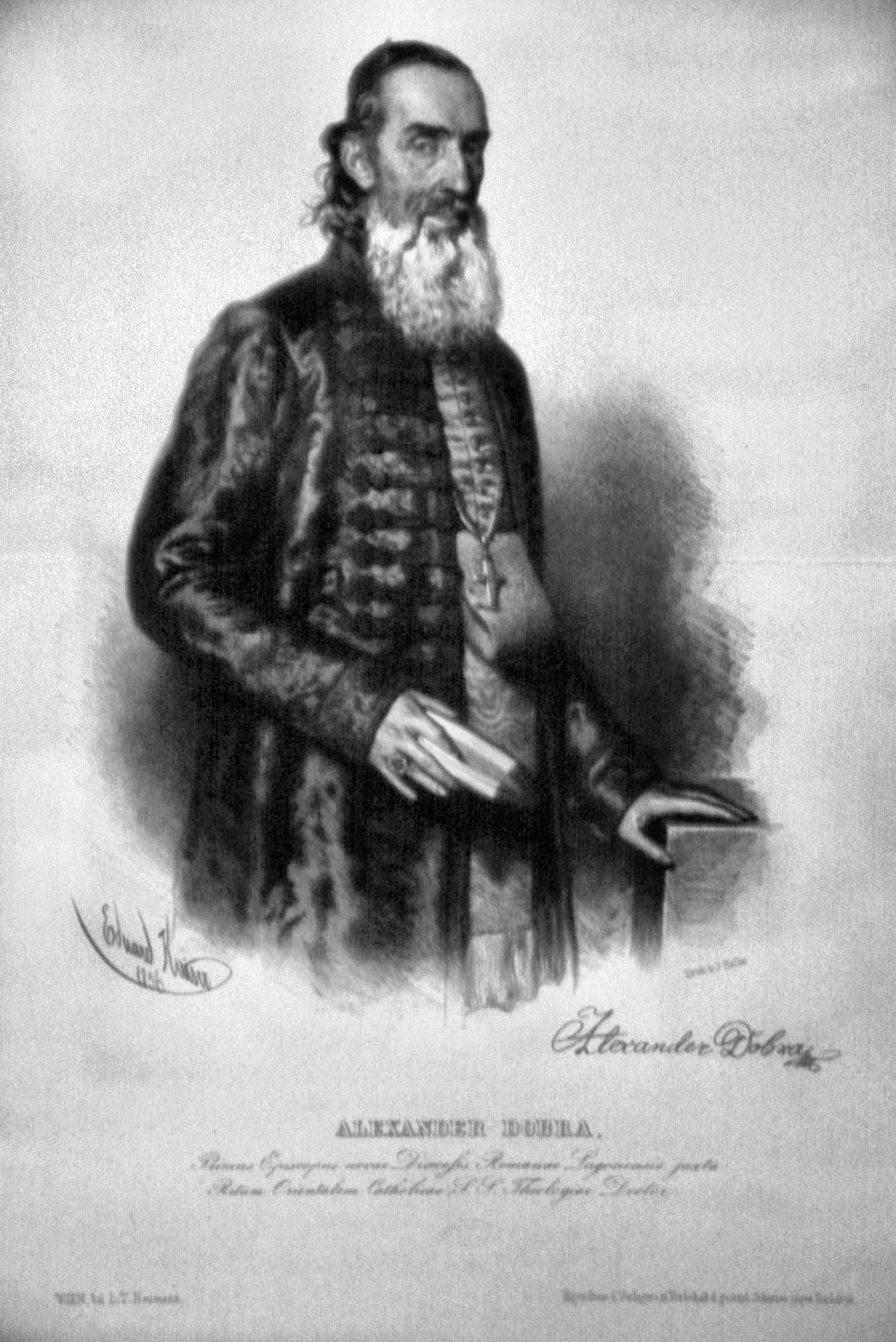
Alexandru Dobra, Lithographie von Eduard Kaiser, 1856.

Alexandru Dobra (* 15. Februar 1794 in Șopteriu, Bistritzer Bezirk, Siebenbürgen (heute Rumänien); † 13. April 1870 in Lugoj) war rumänisch-griechisch-katholischer Bischof von Lugoj (deutsch: Lugosch; ungarisch: Lugos).

## Leben
Der Sohn eines Priesters besuchte die Grundschule seines Heimatorts und das Gymnasium in Târgu Mureș (deutsch: Neumarkt am Mieresch; ungarisch: Marosvásárhely). Nach dem Abitur 1812 trat er in das Theologische Seminar des Bistums Făgăraș in Blaj ein, begann ein Theologiestudium und wechselte 1814 nach Oradea Mare (Großwardein). Bischof Samuil Vulcan schickte ihn zum Weiterstudium nach Pest und weihte ihn am 28. November 1818 in Oradea Mare (Großwardein) zum Priester des Zölibats. Nach einem Studium an der Theologischen Akademie „St. Augustin“ in Wien promovierte er 1822 zum Doktor der Theologie. 1823 wurde er Sekretär des Bischofs und am 10. September 1824 Mitglied des Domkapitels von Großwardein.
Mit kaiserlichem Dekret vom 17. März 1854 wurde Alexandru Dobra zum ersten Bischof des neu geschaffenen Bistums Lugoj und Ioan Alexi zum ersten Bischof des neu geschaffenen Bistums Gherla, Armenopoli, Szamos-Ujvár ernannt. Papst Pius IX. bestätigte am 16. November 1854 die Ernennungen. Am 28. Oktober 1855 wurden sie in der Kathedrale von Blaj von Alexandru Sterca Șuluțiu de Kerpenyes, dem Erzbischof von Făgăraș und Alba Iulia, zum Bischof geweiht. Mitkonsekratoren waren Vasile Erdely, der Bischof von Großwardein, und Bischof Angelo Parsi, der Apostolische Vikar der Walachei. Die Installation in sein Bistum fand am 21. September 1856 in der Kathedrale von Lugoj, in Anwesenheit des Bischofs von Oradea Mare (Großwardein) Vasile Erdely, die römisch-katholischen Bischöfe von Alba Iulia, Miklós Kovács und von Csanád mit Sitz in Temeswar, Alexander Csajághy und  Johann Baptist Coronini-Cronberg dem Gouverneur der Woiwodschaft Serbien und Temeser Banat statt.
Alexandru Dobra ordnete die Pfarreien, ließ Kirchen bauen, organisierte die Verwaltung, baute Schulen und förderte junge Menschen zum Studium der Theologie. Er war auch politisch tätig und wurde 1868 zum Staatsrat ernannt. Er war Päpstlicher Thronassistent, Römischer Graf (Conte Romano) und Ritter vom Heiligen Grab zu Jerusalem.
Zunehmend geschwächt nahm er am Sonntag, den 10. April 1870 zum letzten Mal am Gottesdienst teil und starb am Mittwoch, den 13. April 1870 im 77. Lebensjahr nach 52 Priesterjahren und 16 Jahren als Bischof von Lugoj.